# Szczecinki pteropleuralne
Szczecinki pteropleuralne (łac. chaetae pteropleurales) – rodzaj szczecinek występujący na tułowiu muchówek.
Szczecinki te występują rzadko. Osadzone są na pteropleurach. Formują tam podłużny rządek poniżej nasady skrzydeł.